# Verover de Aarde
Verover de Aarde was een wekelijks programma over wetenschap van de Vlaamse openbare omroep dat van 1961 tot 1986 uitgezonden werd op BRT1.
Het programma werd gemaakt door Piet De Valkeneer, Stephan Mores en Wim Offeciers, die vanaf 1968 ook de presentatie voor zijn rekening nam. Om de beurt maakten zij een uitzending over een wetenschappelijk thema. Piet De Valkeneer over geneeskunde, Stephan Mores over ruimtevaart en Wim Offeciers over alle andere thema's.
Ondanks het feit dat Verover de Aarde heel ernstig was, kende het programma in de eerste helft van de jaren zeventig veel succes. Dat had onder andere te maken met de vele wetenschappelijke doorbraken in die tijd. Zo bracht het programma bijvoorbeeld een interview met dokter Christiaan Barnard die in 1968 voor het eerst een succesvolle harttransplantatie uitvoerde. De grote doorbraak voor het programma kwam er echter in 1969 toen Verover de Aarde de eerste maanlanding rechtstreeks kon uitzenden. Het programma was ook vaak op zijn tijd vooruit. Zo behandelde Verover de Aarde al in 1975 de problematiek van de opwarming van de Aarde.
In 1987 werd het programma opgevolgd door het populairwetenschappelijk programma Modem.